# Bitcoin Foundation
Bitcoin Foundation — организация, зарегистрированная Службой внутренних доходов США в Сиэтле в качестве благотворительного фонда (это означает, что членские взносы учитываются как расходы на бизнес, но не как благотворительные пожертвования). Фонд был основан в сентябре 2012 года с заявленными уставными целями «стандартизация, защита и поощрение использования криптографических средств Bitcoin на благо пользователей во всём мире». Организационная модель фонда разработана по аналогии с Linux Foundation, и финансируется в основном за счет грантов коммерческих компаний, которые зависят от технологии Bitcoin.
Контактным адресом службы поддержки организации заявлено здание Bank of America, расположенное по адресу Washington, D.C.
700 13th Street NW, Suite 600 Washington, DC 20005 USA.
Согласно учредительной документации фонда, его учредителями являются Гэвин Андресен, Чарльз Шрем, Марк Карпелис, Питер Весснес, Роджер Вер и Патрик Мёрк. Члены действующего состава Совета директоров делятся на три категории: членов-учредителей, членов-представителей производства и индивидуальных членов. Нынешний состав Совета директоров включает представителей всех упомянутых категорий.
Главный разработчик Bitcoin Гэвин Андресен имеет статус «главного научного специалиста» (англ. chief scientist).
В июне 2013 года Bitcoin Foundation оказался в центре внимания СМИ, после того как Калифорнийский департамент финансовых институтов (финансовый регулятор) обратился к нему с просьбой «воздерживаться от проведения финансовых транзакций в этом штате», а фонд опубликовал свой развёрнутый ответ на эти требования.
В ноябре 2013 года, Патрик Мёрк, главный юрисконсульт Bitcoin Foundation, выступал перед комитетом Сената, созданным для изучения вопроса о цифровых валютах, при этом законодатели оценили Bitcoin в целом положительно.

## Критика
Bitcoin Foundation неоднократно подвергался критике со стороны рядовых членов сообщества Bitcoin, которые обвиняли фонд в том, что он представляет «только большой бизнес, а не интересы фактических пользователей Bitcoin …» , а также принимает «активное участие в сговоре с правоохранительными органами, чтобы получить одобрение со стороны законодателей». Представители академического сообщества, со своей стороны, обвиняли фонд в непрофессионализме, заявляя, что «Bitcoin Foundation не выполняет роли защитника системы, которая остается уязвимой и ненадежной».